# Stasera tutto è possibile
Stasera tutto è possibile (spesso abbreviato in STEP) è un programma televisivo italiano tratto dal format francese di TF1 Vendredi, tout est permis, in onda su Rai 2 da martedì 8 settembre 2015 a martedì 8 aprile 2025 in prima serata con la conduzione di Amadeus fino alla quarta edizione e di Stefano De Martino a partire dalla quinta edizione fino all'undicesima edizione. Il programma veniva registrato al centro di produzione Rai di Napoli, nel quartiere di Fuorigrotta.

## Storia
La prima edizione, sperimentale, è andata in onda nel 2015 dall'8 settembre al 20 ottobre, per una durata di sei puntate di martedì.
La seconda edizione è andata in onda nel 2016, di martedì, dal 13 settembre al 1º novembre, con due puntate in più rispetto all'anno precedente. Al termine delle puntate inedite, è andata in onda una puntata speciale intitolata Anche stasera... tutto è possibile!, che racchiude il meglio dell'intera edizione. L'edizione è durata 8 puntate.
La terza edizione è andata in onda nel 2018, di martedì, dal 9 gennaio al 13 marzo, in un periodo differente rispetto alle precedenti. L'edizione è durata nove puntate.
La quarta edizione è andata in onda dal 25 settembre al 13 novembre, sempre nel 2018 e per una durata di otto puntate di martedì.
Con la presentazione dei palinsesti Rai 2019-2020 il conduttore Amadeus ufficializza la sua uscita dalla trasmissione. La quinta edizione va in onda nel 2019 per una durata di nove puntate, di lunedì, dal 16 settembre all'11 novembre, condotta da Stefano De Martino; la regia passa da Cristiano D'Alisera a Sergio Colabona.
La sesta edizione è andata in onda di martedì dal 12 gennaio al 23 marzo 2021 con la conduzione di Stefano De Martino per otto puntate.
La settima edizione è andata in onda di martedì dal 15 febbraio al 5 aprile 2022 per otto puntate sempre con la conduzione di Stefano De Martino.
L'ottava edizione è andata in onda di lunedì dal 26 settembre al 31 ottobre 2022 per sei puntate sempre con la conduzione di Stefano De Martino.
La nona edizione è andata in onda di lunedì dal 13 febbraio al 27 marzo 2023 per sette puntate sempre con la conduzione di Stefano De Martino. Nel cast v'è la conferma dell'imitatore Vincenzo De Lucia e degli ospiti fissi Francesco Paolantoni e Biagio Izzo.
La decima edizione è andata in onda dal 1º aprile al 23 maggio 2024 per sette puntate di lunedì e una puntata di giovedì sempre con la conduzione di Stefano De Martino. Nel cast, oltre alla conferma degli ospiti fissi Biagio Izzo e Francesco Paolantoni e dell'imitatore Vincenzo De Lucia, c'è anche la presenza fissa di Herbert Ballerina e Giovanni Esposito.
L'undicesima edizione è andata in onda di martedì dal 28 gennaio all'8 aprile 2025 per dieci puntate, sempre con la conduzione di Stefano De Martino.

## Il programma
Lo show prevede varie prove a cui si dovrà sottoporre un gruppo di personaggi del mondo dello spettacolo o dello sport differente per ogni puntata. Non c'è una vera e propria competizione tra gli ospiti poiché ogni prova è una sfida a sé stante.
Per la seconda e la terza stagione gli autori furono Stefano Santucci, Paolo Mariconda, Gianluca Belardi, Annalisa Montaldo, Marco Pantaleo, Francesco Ricchi, Stefano Sarcinelli. La scenografia fu realizzata da Saverio Dionizio. La regia fu di Cristiano D'Alisera.

## Il format
Vendredi tout est permis è il format originale internazionale da cui è tratto il programma. Esistono più di 25 adattamenti in tutto il mondo: lo hanno adottato paesi come Spagna, Olanda, Germania, Australia, Brasile, Cina, Finlandia, Stati Uniti, Israele. In Francia Vendredi tout est permis ha raggiunto ben undici edizioni.

## Edizioni
| Edizione | Anno | Conduzione         | Periodo           | Periodo          | Puntate | Regia               | Sede                               |
| Edizione | Anno | Conduzione         | Inizio            | Fine             | Puntate | Regia               | Sede                               |
| -------- | ---- | ------------------ | ----------------- | ---------------- | ------- | ------------------- | ---------------------------------- |
| 1ª       | 2015 | Amadeus            | 8 settembre 2015  | 20 ottobre 2015  | 6       | Cristiano D'Alisera | Centro di produzione Rai di Napoli |
| 2ª       | 2016 | Amadeus            | 13 settembre 2016 | 1º novembre 2016 | 8       | Cristiano D'Alisera | Centro di produzione Rai di Napoli |
| 3ª       | 2018 | Amadeus            | 9 gennaio 2018    | 13 marzo 2018    | 9       | Cristiano D'Alisera | Centro di produzione Rai di Napoli |
| 4ª       | 2018 | Amadeus            | 25 settembre 2018 | 13 novembre 2018 | 8       | Cristiano D'Alisera | Centro di produzione Rai di Napoli |
| 5ª       | 2019 | Stefano De Martino | 16 settembre 2019 | 11 novembre 2019 | 9       | Sergio Colabona     | Centro di produzione Rai di Napoli |
| 6ª       | 2021 | Stefano De Martino | 12 gennaio 2021   | 23 marzo 2021    | 8       | Sergio Colabona     | Centro di produzione Rai di Napoli |
| 7ª       | 2022 | Stefano De Martino | 15 febbraio 2022  | 5 aprile 2022    | 8       | Sergio Colabona     | Centro di produzione Rai di Napoli |
| 8ª       | 2022 | Stefano De Martino | 26 settembre 2022 | 31 ottobre 2022  | 6       | Sergio Colabona     | Centro di produzione Rai di Napoli |
| 9ª       | 2023 | Stefano De Martino | 13 febbraio 2023  | 27 marzo 2023    | 7       | Sergio Colabona     | Centro di produzione Rai di Napoli |
| 10ª      | 2024 | Stefano De Martino | 1º aprile 2024    | 23 maggio 2024   | 8       | Sergio Colabona     | Centro di produzione Rai di Napoli |
| 11ª      | 2025 | Stefano De Martino | 28 gennaio 2025   | 8 aprile 2025    | 10      | Sergio Colabona     | Centro di produzione Rai di Napoli |

### Prove introdotte nella prima edizione
- La stanza inclinata: i concorrenti devono cercare di restare in equilibrio in una stanza con il pavimento inclinato di 22,5° improvvisando uno sketch e seguendo le istruzioni del conduttore[6] (in maniera simile a come succedeva in Buona la prima!, programma del duo comico Ale e Franz).
- Tutti giù per terra: i concorrenti devono recitare, secondo gli ordini del conduttore, stando sdraiati sul pavimento, dove è disteso un tappeto con disegnato l'ambiente in cui si svolge lo sketch[7][8].
- Stammi dietro Dance: quattro vip, a turno, ballano seguendo colui che sta sulla stella e gli altri compagni devono seguire quei "passi di danza" fino alla sirena che indica il cambio di direzione.
- Gira e tira: il concorrente dopo avere indossato un casco deve fare dieci giri attorno a un'asta e poi calciare un pallone in rete.
- Stress quiz: il concorrente deve rispondere a delle domande facili in uno o due minuti mentre viene disturbato, per esempio, mentre sta combattendo a karate insieme a un maestro cintura nera, da due ballerine, ecc.
- Segui il labiale: un vip (con delle cuffie con musica ad alto volume per non sentire niente) deve capire la frase che sta pronunciando un compagno[5].
- Ha la faccia tua: un vip diventa un personaggio famoso e deve cercare di indovinare chi è tramite l'aiuto dei compagni con domande con risposta SI o NO.
- Serenata STEP: ogni concorrente deve cantare una canzone con parole improvvisate partendo da una lettera fornita dal conduttore. Quando quest'ultimo dirà "Ritornello", tutti quanti dovranno cantare il ritornello del brano in questione.
- Rumori di mimo: due vip, in tre minuti, legati uno all'altro devono mimare con la bocca rumori di determinati oggetti per farli indovinare ad altri due vip.
- Alphabody: distesi per terra, due personaggi famosi devono formare delle lettere o dei numeri, solamente con i loro corpi, per comporre parole, o calcoli matematici (per esempio 2×4=8, KOALA)[9].
- STEP anatomy: parodia della serie tv Grey's Anatomy, dove un vip, che si finge un paziente, deve spiegare a due altri vip (i dottori) le cause dei suoi malesseri, seguendo vocaboli forniti dal conduttore[10].
- Dalla A alla Z song: tutti i vip protagonisti della puntata devono cantare a turno una canzone con una lettera iniziale fornita dal conduttore.
- La stanza buia: i concorrenti si cimentano in uno sketch seguendo le indicazioni del conduttore in una stanza completamente buia, visibile solo dagli spettatori grazie a delle telecamere con infrarossi. Inoltre sono presenti dei disturbatori nella stanza che cercano di distrarre i vip.
- Mimo volant: un vip deve mimare degli oggetti scritti alle spalle degli altri vip seduti per farglieli indovinare sospeso a tre metri di altezza[11].
- Dalla A alla Z: tre vip devono improvvisare una storia, iniziando il discorso con una parola che inizia con la A e finisce con la Z, sempre seguendo le indicazioni del conduttore.
- Fotomimo: un vip deve mimare un oggetto rappresentato in una fotografia e farlo indovinare a due vip in tre minuti, dopodiché, una volta indovinato l'oggetto, deve dare il cambio all'altro concorrente che deve mimare anch'egli e fare indovinare l'oggetto agli altri.
- Te la stono io: un vip deve cantare a squarciagola una canzone con due cuffie ad alto volume che la trasmettono leggendo le parole del testo.
- Spot tarok: due vip devono fare da testimonial di un fantomatico prodotto e convincere il pubblico a comprarlo, leggendo un copione pubblicitario in modo diverso seguendo le indicazioni del conduttore.
- La paura fa 90: i concorrenti devono indovinare il significato letterale di una serie di paure, tutte terminanti con il suffisso -fobia.
- Musica maestro: quattro vip seduti come membri di un'orchestra di cui uno in piedi come direttore d'orchestra devono indovinare il titolo di una canzone cantata dal pubblico. Il vip che indovina la canzone prende il posto del direttore d'orchestra.
- Karaoke interruptus: due vip devono cantare una canzone al karaoke e seguire il ritmo anche quando la musica si interrompe per due volte (in maniera simile a quello che accadeva a Furore).
- Mimo senza fili: cinque vip in fila devono fare indovinare un modo di dire al vip successivo e cercare di indovinare, se il conduttore dice "Cambio" il vip successivo deve mimare all'altro e cercare di indovinare lui stesso[10].
- Folk e bifolk: cinque vip devono ballare seguendo i passi di due ballerine, un ballo tirolese ecc. facendo la stessa coreografia. Al termine della prova le ballerine o i ballerini diranno chi è stato il migliore e chi il peggiore[11].

### Prove introdotte nella seconda edizione
- 123 STEP: tutti i vip devono ballare a ritmo di musica sparpagliati nello studio, poi, il conduttore dice 1.. 2.. 3.. e tutti devono fermarsi e imitare l'oggetto, l'animale o la persona richiesta.
- Dance Cam: viene inquadrata una persona del pubblico che può ballare a suo piacimento[9].
- Kiss Cam: vengono inquadrate due persone del pubblico che devono baciarsi sulla bocca[9].
- Decollo immediato: tre vip vengono attaccati con una corda da terra, e devono rispondere a delle domande dove se sbagliano vengono sollevati di quattro o otto metri in aria[9].
- Tu mi fai girar: un vip dopo avere indossato un casco deve fare dieci giri attorno a un'asta, poi cercando di rimanere in piedi deve dirigersi da una bella ragazza, e se ci arriva potrà ricevere un bacio da lei.
- Sync Song: due vip devono cercare di cantare in contemporanea una canzone che viene trasmessa, seguendo il labiale dell'interprete originale[7][11].
- Yoga Joué: tre coppie di vip, devono prima leggere la posizione dello yoga, vederne la figura e poi mettersi nella corretta posizione indicata sedendosi su un tappetino.
- La nota mantenuta: partecipano tutti i vip, dove quelli della prima fila e della seconda devono tenere il ritmo della canzone e mantenere la nota il più a lungo possibile. Dapprima, viene scelto il migliore della prima fila, e poi, quello della seconda, infine, viene fatto un duello, dove il migliore che ha tenuto la nota più a lungo vince.
- Autostep: due squadre composte da tre vip, devono fare entrare dentro una microcar il maggior numero di persone del pubblico possibile in 45 secondi senza farle toccare i piedi per terra, dove vince la squadra che ha fatto entrare più persone.
- Appendista Stregone: due squadre composte da tre vip, di cui uno sito su una pedana, devono appendere al componente sulla pedana il maggior numero di oggetti posti dentro due contenitori in 60 secondi; vince la squadra che ha appeso al vip sulla pedana il maggior numero di oggetti.
- Mimo Dance: due vip devono mimare ballando a ritmo di musica sei azioni (per esempio esultare a un gol, fare una sfilata di moda ecc.) scritte sullo schermo alle loro spalle.
- Torna a casa Lex: tre vip, di cui uno nei panni del giudice e gli altri due come imputati, devono improvvisare un processo, iniziando la causa con una frase che inizia con una lettera fornita dal conduttore, sempre seguendo le sue indicazioni. Nella causa possono intervenire anche altri vip, i quali testimoniano iniziando una frase sempre con la lettera proposta dal conduttore.

### Prove introdotte nella terza edizione
- STEP Burger: un vip deve decidere come formare il suo hamburger. Gli altri vip dopo avere indossato delle magliette colorate raffiguranti i vari ingredienti devono disporsi in mezzo a un enorme panino, ponendosi uno sopra l'altro seguendo le indicazioni del conduttore fino alla chiusura del panino[6].
- Tarock Band: quattro vip devono disporsi circolarmente e fare finta di suonare e cantare come fossero una vera rock band sulle note di varie canzoni, poi, al suono della sirena tutti devono cambiare di posto[12].
- STEP Market: un vip deve fare una televendita di un prodotto del quale non è a conoscenza e completamente al buio. Il prodotto viene inserito all'interno di una scatola e mostrato solo agli altri VIP[6]
- Mimo Song: un vip deve mimare il testo di una canzone e fare indovinare il titolo agli altri vip che indossano delle cuffie con musica ad alto volume[8].
- Mettici la faccia: un vip in ginocchio davanti a una telecamerina che riprende il suo volto deve dire quello che pensa e fare espressioni facciali su una storia raccontata dal conduttore[6].
- Tutto d'un fiato: tutti i vip partendo dal divano devono correre verso una campanella, suonarla e indovinare l'interprete di una canzone che è stata trasmessa. Il vip che indovina dovrà bere tutto d'un fiato uno tra cinque bicchieri contenenti bevande particolari come the al sapone, acqua, bava di lumaca e muffa ecc.[13].
- Rap Battle: due vip devono fare una gara di freestyle dove da una parola fornita dal conduttore, i protagonisti devono cantare una strofa rap su una base musicale. Alla fine della sfida, viene decretato il vincitore.
- Travel STEP: quattro vip sono protagonisti di un viaggio seduti su quattro sedie che ricordano i posti di un'automobile e devono improvvisare una storia con le indicazioni fornite dal conduttore riguardo al luogo e all'ambientazione.
- Male e quale: un vip o una coppia di vip canta prima una canzone in playback e poi viene sentito senza playback con la propria voce.
- Falsi d'autore: un gruppo di vip che sono distesi orizzontalmente su una finta tela su ordine di un vip che fa da pittore devono disporsi seguendo le indicazioni e le posizioni di un noto dipinto[14].
- Speed Quiz: due vip davanti al pulsante devono dare tre risposte entro cinque secondi e premere il pulsante a ogni domanda posta dal conduttore. Vince il VIP che ha risposto più velocemente in maniera corretta.
- Zap Zapping: alcuni vip stanno dentro un gigantesco televisore e devono interpretare i conduttori e i protagonisti di vari programmi televisivi. Dall'altro lato il conduttore o dei vip seduti sul divano cambiano canale e decidono la trasmissione che i vari vip devono simulare[6][12].
- Trailer veloce: due vip devono fare il trailer di un film indicato dal conduttore dapprima in trenta secondi, poi in quindici e infine in dieci secondi[6].
- STEP Rebus: alcuni vip devono mimare delle parole che compongono un rebus e fare indovinare l’enigma agli altri vip[13].
- Digi STEP: un vip, seguendo le indicazioni del conduttore, deve comporre un SMS in dieci secondi e inviarlo a un altro vip, il quale deve rispondere sempre in dieci secondi. Ogni messaggio inviato viene poi trasmesso su un ledwall per verificare come è stato scritto.
- Polka e tira: un vip deve ballare la polka con un ballerino e, dopo alcuni giri di danza, deve cercare di calciare un pallone in una porta[5].
- Pronto STEP: un vip deve fare una telefonata usando una serie di parole scritte su una lavagna da un altro vip.

### Prove introdotte nella quarta edizione
- Il grande brivido: due vip devono improvvisare uno sketch restando sdraiati su un letto vibrante.
- Do Re Mi Fa Male: tutti i vip partendo dal divano devono correre verso un pulsante, suonarlo e indovinare l'interprete di una canzone che viene trasmessa.
- Ride bene chi ride ultimo: due concorrenti devono raccontarsi a turno alcune barzellette o battute lette da un foglio e il primo che ride viene eliminato.
- Passa la palla: tutti i vip devono passarsi tra di loro una palla tenendola in posizioni diverse (sotto al collo, tra le gambe etc.) e senza mai toccarla con le mani.
- Mani in pasta: un vip deve costruire un oggetto o un animale con la plastilina e un altro vip deve indovinare di cosa si tratta.
- Cover STEP: un vip deve cantare una canzone in playback, dopodiché viene svelata la registrazione senza playback e con la voce in presa diretta.
- Dance Battle: tutti i vip devono ballare a ritmo di musica un determinato stacchetto, poi alla fine verrà proclamato il vip che ha ballato meglio.
- Labbracadabra: due vip, con un divaricatore palatale in bocca, devono dire a turno una parola e farla indovinare all'altro.
- Freeze Dance: tutti i vip devono ballare a ritmo di musica; poi, quando la musica si interrompe, tutti si devono fermare in qualunque posizione si trovino.
- Radio STEP: un vip deve annunciare dei jingle su un tema dato dal conduttore e altri due vip devono fare gli speaker radiofonici della radio immaginaria improvvisando una trasmissione.
- Specchio Dance: tutti i vip e il pubblico in studio devono ballare muovendosi e facendo gli stessi passi del ballerino che gli sta davanti.

### Prove introdotte nella quinta edizione
- Triangle Dance: tre vip devono ballare in triangolo.
- Occhio di lingua: i vip bendati devono riconoscere usando la lingua, l'oggetto che viene presentato davanti a loro.
- All’unisono: due o più vip devono seguire le indicazioni fornite dal conduttore e seguire la trama rispondendo all'unisono, cioè in contemporanea.
- TV Burger: un vip deve decidere come formare il suo hamburger. Gli altri vip dopo avere indossato delle magliette colorate raffiguranti i vari ingredienti presi da vari film devono disporsi in mezzo a un enorme panino, ponendosi uno sopra l'altro seguendo le indicazioni del conduttore fino alla chiusura del panino.

### Prove introdotte nella sesta edizione
- Cookie Face: un vip deve portare dalla fronte alla bocca un biscotto utilizzando i muscoli facciali.
- Elastic speed: due vip dopo avere indossato un cappello e uno zaino legato da un elastico, devono correre verso un pulsante, prenotarsi e dire una domanda plausibile alla risposta fornita dal conduttore. Il vip che dà due risposte esatte vince la sfida.
- Pollavolo: partecipano quattro vip, di cui due tengono le estremità di un elastico che fa da fionda, uno tira i polli di gomma e uno fa da portiere dalla stanza inclinata. L’obiettivo principale è quello di cercare di fare gol tirando i polli, mentre quello del portiere è quello di parare i tiri evitando di farli entrare nella stanza inclinata. Vince il gioco, il vip che segna più gol.
- Et Voilà: quattro vip si sfidano a sfilare con un solo colpo la tovaglia da un tavolino con sopra svariati oggetti. Vince il gioco chi fa cadere meno oggetti per terra.
- STEP Challenge: due vip devono sfidarsi a duello replicando una coreografia di ballo o i movimenti di due ginnaste.
- Kill A Chill: un concorrente, attraverso la mimica e i movimenti del corpo, deve da solo rappresentare e seguire la storia inventata dall'altro partecipante.
- Dental STEP: quattro vip devono impersonare il dentista, l’assistente, il paziente e un caso urgente, improvvisando uno sketch partendo da una lettera fornita dal conduttore.
- Rumori di fondo: un vip deve sedersi su una sedia a dondolo, interpretando un nonno che racconta una favola. A un certo punto, quando sente dei rumori di fondo scelti a caso dal conduttore, deve contestualizzarli alla favola raccontata.
- C'era una Volt: un vip, seguendo le indicazioni del conduttore, deve raccontare una favola seduto su una sedia che dà una scossa quando si pronunciano delle parole proibite.
- Guarda che ti passa: un vip seduto su una sedia dentro una cabina coperta, deve indovinare in un tempo limitato il maggior numero di oggetti che altri due vip si stanno lanciando ai lati.

### Prove introdotte nella settima edizione
- Chiuditi sesamo: due vip devono passarsi il maggior numero di oggetti da una parte all’altra di una serranda, prima che questa si abbassi, senza mai lanciarli.
- Colonna sonora: i vip devono improvvisare una scena con una colonna sonora in sottofondo e adeguare la loro interpretazione a ogni cambio di musica.
- C'era una giravolta: un vip deve rispondere ad alcune domande su una sedia sospesa e rotante, che girerà a ogni risposta sbagliata, assumendo posizioni sempre più scomode.
- Cover stress: un vip deve cantare una canzone usando un microfono che si sposta in continuazione.
- Ruba gallina: i vip devono girare intorno a un tavolo con sopra delle galline, mentre viene suonata una musica in sottofondo. Quando la musica si ferma, ogni vip deve prendere una gallina dal tavolo: chi rimane senza viene eliminato.

### Prove introdotte nell'ottava edizione
- Tortilla Challenge: due vip devono riempirsi la bocca d'acqua e sforzarsi di trattenere l'acqua in bocca mentre si colpiscono le guance reciprocamente con una tortilla messicana.
- Ma che Musical: alcuni vip devono imitare un musical dopo averne visto l'esibizione.

### Prove introdotte nella nona edizione
- La coppia che scoppia: i vip in gioco devono cercare di far scoppiare un palloncino, in combutta con chi li fiancheggia, utilizzando la sola pressione del corpo[15].
- Colpi bassi: due ospiti, ognuno con l’ausilio dei supporter posizionati alle loro spalle, devono sfidarsi “insultandosi” utilizzando solo appellativi appartenenti a un preciso tema indicato dal conduttore[16].
- Patapouf: alcuni ospiti, bendati, ballano a tempo di musica, mentre gli altri possono disturbare il gioco spostando e togliendo i pouf presenti sul palco. Quando si ferma la musica, chi è bendato deve cercare di sedersi su uno dei pouf per passare al turno successivo, mentre chi rimane senza pouf è eliminato[17].
- Ma che bontà: un vip deve assaggiare quattro pietanze, di cui una sgradevole al gusto, ma deve commentare ogni piatto dicendo sempre e comunque «Che bontà». Agli altri ospiti toccherà ripetere l’assaggio, evitando di scegliere il piatto sgradevole[18].
- Cine Mimo: un vip deve mimare il titolo di un film e farlo indovinare agli altri vip.
- L'intervallo: un vip deve mimare il nome di una località e farlo indovinare agli altri vip.

### Prove introdotte nella decima edizione
- Dammi due mani: due ospiti vengono chiamati a preparare una ricetta, mettendoci uno la faccia e l’altro solo le mani (e invertendosi poi i ruoli), con l’aiuto del conduttore, che presta la voce[19].
- Vorrei ringraziare/Golden Step: alcuni ospiti sono chiamati a centro palco e, dopo aver ricevuto il “Golden Step” per una determinata categoria, devono salire sul podio e fare un discorso di ringraziamento per il premio appena ricevuto[20].
- Step Boxer: alcuni vip, divisi in squadre da due componenti ciascuna, dovranno indossare un paio di guantoni da boxe e infilarsi un paio di pantaloncini cercando di farli arrivare alla vita. Vince la squadra che totalizza la distanza minore in centimetri dalla vita ai pantaloncini.

### Prove introdotte nell’undicesima ed ultima stagione
- Passa ciambella: i vip in gioco tenendosi per mano, dovranno, uno alla volta, infilare la testa e il braccio destro in una ciambella gonfiabile, cercando di passarsela senza toccarla con le mani e senza farla cadere.
- Crazy cup: quattro vip, divisi a coppie, dovranno tenere un bicchiere pieno d'acqua in equilibrio fra le proprie fronti, e percorrere una distanza fino ad un tavolino, dove sono posizionate due brocche, una rossa e una blu, in cui dovranno cercare di far cadere uno o più bicchieri del colore corrispondente.
- Tiramisù: due vip, sospesi da terra con due corde, dovranno prendere alcuni oggetti con i piedi e metterli in un contenitore. Vince il vip che prende più oggetti.
- Step Back: un vip dovrà fare un disegno sulla schiena di un altro vip, che dovrà indovinare cosa sta disegnando l'altro e replicare il disegno su una lavagna.
- Tempo al tempo: i vip, dopo aver ascoltato un brano musicale, dovranno riprodurne con un piatto l'accento prima dell'inciso, andando a tempo con la musica.

## Puntate e ascolti

### Prima edizione (2015)
| Puntata | Messa in onda     | Ascolti        | Ascolti | Ospiti |
| Puntata | Messa in onda     | Telespettatori | Share   | Ospiti |
| ------- | ----------------- | -------------- | ------- | --- |
| 1       | 8 settembre 2015  | 1 605 000      | 7,34%   | Cecilia Capriotti, Paolo Conticini, Tony Figo, Barbara Foria, Sergio Friscia, Roberta Giarrusso, Mago Forest, Andrea Perroni                                                                 |
| 2       | 15 settembre 2015 | 2 286 000      | 10,46%  | Alessandra Celentano, Rosita Celentano, Gianluca Fubelli, Roberta Giarrusso, Gianluca Impastato, Mago Forest, Maurizio Mattioli, Flavio Montrucchio                                          |
| 3       | 22 settembre 2015 | 2 265 000      | 9,75%   | Tony Figo, Katia Follesa, Simon Grechi, Enzo Iacchetti, Martino Iacchetti, Federica Nargi, Paola Perego, Massimiliano Rosolino, Enzo Salvi                                                   |
| 4       | 29 settembre 2015 | 2 141 000      | 9,14%   | Michela Andreozzi, Tania Cagnotto, Sergio Friscia, Claudia Gerini, Roberta Lanfranchi, Stefano Masciarelli, Matranga e Minafò, Manila Nazzaro                                                |
| 5       | 13 ottobre 2015   | 2 515 000      | 10,54%  | Michela Andreozzi, Mariano Bruno, Roberto Ciufoli, Raffaella Fico, Roberta Giarrusso, Pino e gli anticorpi, Maurizio Mattioli, Flavio Montrucchio, Max Pisu, Carmen Russo, Enzo Paolo Turchi |
| 6       | 20 ottobre 2015   | 3 036 000      | 12,64%  | Lorella Cuccarini, Elisabetta Gregoraci, Enzo Iacchetti, Martino Iacchetti, Mago Forest, Pio e Amedeo, Maria Pia Timo                                                                        |

### Seconda edizione (2016)
| Puntata                                                       | Messa in onda     | Ascolti        | Ascolti | Ospiti fissi                  | Ospiti |
| Puntata                                                       | Messa in onda     | Telespettatori | Share   | Ospiti fissi                  | Ospiti |
| ------------------------------------------------------------- | ----------------- | -------------- | ------- | ----------------------------- | --- |
| 1                                                             | 13 settembre 2016 | 2 494 000      | 11,44%  | Sergio Friscia, Mago Forest   | Tania Cagnotto, Giovanna Civitillo, Gigi e Ross, Flavio Montrucchio, Daniel Nilsson, Rita Pavone, Samanta Togni                                   |
| 2                                                             | 20 settembre 2016 | 2 026 000      | 9,23%   | Sergio Friscia, Mago Forest   | Michela Andreozzi, Paolo Conticini, Claudia Gerini, Matranga e Minafò, Amaurys Pérez, Alessia Ventura                                             |
| 3                                                             | 27 settembre 2016 | 2 156 000      | 9,51%   | Sergio Friscia, Mago Forest   | Rossella Brescia, Mariano Bruno, Enzo Iacchetti, Francesca Macrì, Paola Minaccioni, Nicola Savino                                                 |
| 4                                                             | 4 ottobre 2016    | 2 204 000      | 9,71%   | Sergio Friscia, Mago Forest   | Emanuela Aureli, Caterina Balivo, Paolo Conticini, Roberta Giarrusso, Gigi e Ross, Enzo Iacchetti, Giancarlo Magalli                              |
| 5                                                             | 11 ottobre 2016   | 1 815 000      | 7,61%   | Sergio Friscia, Mago Forest   | Roberto Farnesi, Elisabetta Gregoraci, Enzo Iacchetti, Francesco Paolantoni, Paola Perego, Giovanna Rei, Enzo Salvi                               |
| 6                                                             | 18 ottobre 2016   | 1 944 000      | 7,81%   | Sergio Friscia, Mago Forest   | Manuela Arcuri, Giovanna Civitillo, Roberta Lanfranchi, Maurizio Mattioli, Flavio Montrucchio, Amaurys Pérez, Valerio Scanu                       |
| 7                                                             | 25 ottobre 2016   | 2 237 000      | 9,11%   | Sergio Friscia, Mago Forest   | Claudia Gerini, Tony Figo, Gioia Marzocchi, Roberto Ciufoli, Iago García, Debora Villa, Enzo Iacchetti                                            |
| 8                                                             | 1º novembre 2016  | 1 943 000      | 8,32%   | Sergio Friscia, Mago Forest   | Flavio Montrucchio, Michela Andreozzi, Claudia Ruggeri, Maurizio Casagrande, Marco Columbro, Anna Falchi, Roberta Giarrusso, I Cugini di Campagna |
| Anche stasera... tutto è possibile! (Il meglio dell'edizione) | 8 novembre 2016   | 1 996 000      | 8,24%   | Ospiti più noti dell'edizione | Ospiti più noti dell'edizione |

### Terza edizione (inverno 2018)
| Puntata | Messa in onda    | Ascolti        | Ascolti | Ospiti |
| Puntata | Messa in onda    | Telespettatori | Share   | Ospiti |
| ------- | ---------------- | -------------- | ------- | --- |
| 1       | 9 gennaio 2018   | 2 079 000      | 8,70%   | Arturo Brachetti, Elio, Antonella Elia, Debora Villa, Paola Caruso, Filippo Magnini, Lillo, Sergio Friscia, Gigi Marzullo, Marco Marzocca                                                                     |
| 2       | 16 gennaio 2018  | 1 965 000      | 8,50%   | Massimiliano Rosolino, Vladimir Luxuria, Francesco Cicchella, Marco Marzocca, Justine Mattera, Fabrizio Biggio, Michele La Ginestra, Paola Caruso, Elena Santarelli, Paolo Conticini, Luca Ward, Sergio Múñiz |
| 3       | 23 gennaio 2018  | 2 051 000      | 8,90%   | Angelo Pintus, Maurizio Casagrande, Roberto Ciufoli, Maria Mazza, Juliana Moreira, Andrea Lo Cicero, Francesco Paolantoni, Marco Mazzocchi                                                                    |
| 4       | 30 gennaio 2018  | 2 164 000      | 9,70%   | Fabrizio Biggio, Giovanna Civitillo, Raul Cremona, Vladimir Luxuria, Tosca D'Aquino, Maurizio Casagrande, Francesco Paolantoni, Patrizio Oliva                                                                |
| 5       | 13 febbraio 2018 | 1 389 000      | 6,00%   | Biagio Izzo, Massimo Boldi, Enzo Salvi, Rocío Muñoz Morales, Elisa Isoardi, Enzo Miccio, Giovanni Vernia, Gianni Ciardo                                                                                       |
| 6       | 20 febbraio 2018 | 1 539 000      | 6,60%   | Sergio Assisi, Max Cavallari, Gloria Guida, Guillermo Mariotto, Marco Marzocca, Francesco Paolantoni, Clemente Russo, Debora Villa, Giulia Salemi, Gianpaolo Gambi                                            |
| 7       | 27 febbraio 2018 | 1 734 000      | 7,30%   | Roberta Capua, Roberto Ciufoli, Gabriele Detti, Claudia Galanti, Valeria Graci, Marisa Laurito, Giancarlo Magalli, Marco Marzocca, Francesco Paolantoni                                                       |
| 8       | 6 marzo 2018     | 1 727 000      | 7,30%   | Maurizio Battista, Max Cavallari, Enrica Guidi, Guillermo Mariotto, Marco Marzocca, Alba Parietti, Francesca Reggiani, Gigi e Ross                                                                            |
| 9       | 13 marzo 2018    | 1 919 000      | 8,40%   | Stefano Bettarini, Max Cavallari, Simona Izzo, Maurizio Mattioli, Veronica Maya, Giampiero Mughini, Giorgia Palmas, Francesco Pannofino, Ricky Tognazzi, Gianpaolo Gambi                                      |

### Quarta edizione (autunno 2018)
| Puntata | Messa in onda     | Tema          | Ascolti        | Ascolti | Ospiti fissi         | Ospiti |
| Puntata | Messa in onda     | Tema          | Telespettatori | Share   | Ospiti fissi         | Ospiti |
| ------- | ----------------- | ------------- | -------------- | ------- | -------------------- | --- |
| 1       | 25 settembre 2018 | Addio estate  | 1 440 000      | 6,61%   | Francesco Paolantoni | Michele La Ginestra, Mago Forest, Raul Cremona, Mariano Bruno, Nathalie Guetta, Giovanna Civitillo                     |
| 2       | 2 ottobre 2018    | Giappone      | 1 499 000      | 6,90%   | Francesco Paolantoni | Bianca Guaccero, Roberto Ciufoli, Max Cavallari, Valentina Persia, Mago Forest, Maurizio Casagrande                    |
| 3       | 9 ottobre 2018    | Pigiama party | 1 669 000      | 7,70%   | Francesco Paolantoni | Francesco Cicchella, Barbara Foria, Dario Bandiera, Roberto Ciufoli, Fabrizio Biggio, Alessia Ventura, Sergio Friscia  |
| 4       | 16 ottobre 2018   | Western       | 1 805 000      | 9,00%   | Francesco Paolantoni | Max Cavallari, Justine Mattera, Michele La Ginestra, Dario Bandiera, Tosca D'Aquino, Maurizio Casagrande, Biagio Izzo  |
| 5       | 23 ottobre 2018   | Circus        | 1 675 000      | 8,10%   | Francesco Paolantoni | Mariano Bruno, Nathalie Guetta, Max Cavallari, Sergio Friscia, Fatima Trotta, Antonio Giuliani                         |
| 6       | 30 ottobre 2018   | Halloween     | 1 667 000      | 8,40%   | Francesco Paolantoni | Enzo Salvi, Fabrizio Biggio, Valeria Graci, Biagio Izzo, Vladimir Luxuria, Gigi e Ross, Elio                           |
| 7       | 6 novembre 2018   | Stati Uniti   | 1 599 000      | 7,60%   | Francesco Paolantoni | Sergio Friscia, Enzo Salvi, Tosca D'Aquino, Mariano Bruno, Antonio Giuliani, Giancarlo Magalli, Roberta Giarrusso      |
| 8       | 13 novembre 2018  | Anni '70      | 1 859 000      | 9,10%   | Francesco Paolantoni | Fabrizio Biggio, Biagio Izzo, Monica Leofreddi, Mariano Bruno, Valeria Graci, Max Cavallari, Elio, Francesco Pannofino |

### Quinta edizione (2019)
| Puntata                                                       | Messa in onda     | Tema           | Ascolti        | Ascolti | Ospiti fissi                      | Ospiti |
| Puntata                                                       | Messa in onda     | Tema           | Telespettatori | Share   | Ospiti fissi                      | Ospiti |
| ------------------------------------------------------------- | ----------------- | -------------- | -------------- | ------- | --------------------------------- | --- |
| 1                                                             | 16 settembre 2019 | Tema libero    | 1 310 000      | 6,79%   | Biagio Izzo, Francesco Paolantoni | Simona Ventura, The Jackal, Raul Cremona, Mago Forest, Ariadna Romero                                                |
| 2                                                             | 23 settembre 2019 | Fattoria       | 1 396 000      | 7,28%   | Biagio Izzo, Francesco Paolantoni | Le Donatella, Mago Forest, Ricky Memphis, Valeria Graci, Maurizio Casagrande, Antonio Giuliani                       |
| 3                                                             | 30 settembre 2019 | Brasile        | 1 564 000      | 7,80%   | Biagio Izzo, Francesco Paolantoni | Sergio Friscia, Maurizio Casagrande, Mariano Bruno, Nunzia De Girolamo, Lisa Fusco, Ariadna Romero, Mercédesz Henger |
| 4                                                             | 7 ottobre 2019    | Love           | 1 720 000      | 8,80%   | Biagio Izzo, Francesco Paolantoni | Roberto Ciufoli, Fatima Trotta, Gli Arteteca, Nathalie Guetta, Paola Di Benedetto                                    |
| 5                                                             | 14 ottobre 2019   | Cooking        | 1 424 000      | 7,00%   | Biagio Izzo, Francesco Paolantoni | Elenoire Casalegno, Maurizio Casagrande, Guendalina Tavassi, Leonardo Fiaschi, Enzo Salvi, The Jackal                |
| 6                                                             | 21 ottobre 2019   | La televisione | 1 892 000      | 9,40%   | Biagio Izzo, Francesco Paolantoni | Ariadna Romero, Veronica Gatto, Gianluca Fubelli, Gianluca Impastato, Fatima Trotta, Mara Venier, Ciro Giustiniani   |
| 7                                                             | 28 ottobre 2019   | Halloween      | 1 648 000      | 8,40%   | Biagio Izzo, Francesco Paolantoni | Max Giusti, Peppe Iodice, Benedetta Mazza, Ricky Memphis, Paola Perego, Valeria Graci                                |
| 8                                                             | 4 novembre 2019   | Sport          | 1 510 000      | 7,50%   | Biagio Izzo, Francesco Paolantoni | Arturo Brachetti, Nathalie Guetta, The Jackal, Elenoire Casalegno, Mariano Bruno, Veronica Gatto, Antonio Giuliani   |
| 9                                                             | 11 novembre 2019  | Musica         | 1 651 000      | 8,20%   | Biagio Izzo, Francesco Paolantoni | Max Giusti, Maurizio Casagrande, Fatima Trotta, Antonio Giuliani, Benedetta Valanzano, Jenny De Nucci, Le Donatella  |
| Anche stasera... tutto è possibile! (Il meglio dell'edizione) | 18 novembre 2019  | –              | 1 450 000      | 7,50%   | Ospiti più noti dell'edizione     | Ospiti più noti dell'edizione                                                                                        |
| Anche stasera... tutto è possibile! (Il meglio dell'edizione) | 25 novembre 2019  | –              | 1 228 000      | 6,20%   | Ospiti più noti dell'edizione     | Ospiti più noti dell'edizione                                                                                        |

### Sesta edizione (2021)
| Puntata                                                       | Messa in onda    | Tema               | Ascolti        | Ascolti | Ospiti fissi                                                         | Ospiti                                                                                                 |
| Puntata                                                       | Messa in onda    | Tema               | Telespettatori | Share   | Ospiti fissi                                                         | Ospiti                                                                                                 |
| ------------------------------------------------------------- | ---------------- | ------------------ | -------------- | ------- | -------------------------------------------------------------------- | --- |
| 1                                                             | 12 gennaio 2021  | Magia              | 2 573 000      | 12,10%  | Biagio Izzo, Francesco Paolantoni, Sergio Friscia, Vincenzo De Lucia | Elettra Lamborghini, Nathalie Guetta, Paolo Conticini, Valeria Graci, Francesco Arienzo                |
| 2                                                             | 26 gennaio 2021  | Bambini            | 1 951 000      | 8,70%   | Biagio Izzo, Francesco Paolantoni, Sergio Friscia, Vincenzo De Lucia | Gli Arteteca, Jenny De Nucci, Lucia Gravante, Jonathan Kashanian, Max Giusti                           |
| 3                                                             | 2 febbraio 2021  | Oriente            | 1 637 000      | 7,70%   | Biagio Izzo, Francesco Paolantoni, Sergio Friscia, Vincenzo De Lucia | Fatima Trotta, Antonio Giuliani, Fabio e Aurora dei The Jackal, Veronica Maya                          |
| 4                                                             | 9 febbraio 2021  | A spasso nel tempo | 2 091 000      | 9,50%   | Biagio Izzo, Francesco Paolantoni, Sergio Friscia, Vincenzo De Lucia | Antonio Giuliani, Fatima Trotta, Stefano Pantano, Peppe Iodice, Cecilia Cantarano, Elettra Lamborghini |
| 5                                                             | 23 febbraio 2021 | Mondo animale      | 1 701 000      | 8,40%   | Biagio Izzo, Francesco Paolantoni, Sergio Friscia, Vincenzo De Lucia | Clementino, Andrea Delogu, Gianluca Fubelli, Barbara Foria, Paola Di Benedetto                         |
| 6                                                             | 9 marzo 2021     | Anni '80           | 1 626 000      | 7,21%   | Biagio Izzo, Francesco Paolantoni, Sergio Friscia, Vincenzo De Lucia | Nathalie Guetta, Ciro e Fabio dei The Jackal, Elenoire Casalegno, Antonio Giuliani, Angelica Massera   |
| 7                                                             | 16 marzo 2021    | I grandi miti      | 1 530 000      | 7,20%   | Biagio Izzo, Francesco Paolantoni, Sergio Friscia, Vincenzo De Lucia | Maurizio Casagrande, Gianluca Fubelli, Valeria Graci, Mariano Bruno, Carolina Rey, Mădălina Ghenea     |
| 8                                                             | 23 marzo 2021    | Sanremo            | 1 894 000      | 8,60%   | Biagio Izzo, Francesco Paolantoni, Sergio Friscia, Vincenzo De Lucia | Antonio Giuliani, Iva Zanicchi, Melissa Satta, Ema Stokholma, Ciro Giustiniani                         |
| Anche stasera... tutto è possibile! (Il meglio dell'edizione) | 29 marzo 2021    | –                  | 1 122 000      | 5,00%   | Ospiti più noti dell'edizione                                        | Ospiti più noti dell'edizione                                                                          |

### Settima edizione (inverno-primavera 2022)
| Puntata                                                       | Messa in onda    | Tema                         | Ascolti        | Ascolti | Ospiti fissi                                         | Ospiti |
| Puntata                                                       | Messa in onda    | Tema                         | Telespettatori | Share   | Ospiti fissi                                         | Ospiti |
| ------------------------------------------------------------- | ---------------- | ---------------------------- | -------------- | ------- | ---------------------------------------------------- | --- |
| 1                                                             | 15 febbraio 2022 | Musica                       | 1 729 000      | 8,80%   | Biagio Izzo, Francesco Paolantoni, Vincenzo De Lucia | Nathalie Guetta, Cristina D'Avena, Stash, Francesco Cicchella, Mago Forest, Marta Filippi                           |
| 2                                                             | 22 febbraio 2022 | Il giro del mondo in 80 step | 1 764 000      | 8,90%   | Biagio Izzo, Francesco Paolantoni, Vincenzo De Lucia | Nathalie Guetta, Maurizio Casagrande, Angelo Pintus, Jonathan Kashanian, Elettra Lamborghini, Marcello Sacchetta    |
| 3                                                             | 1º marzo 2022    | Museo                        | 1 437 000      | 7,60%   | Biagio Izzo, Francesco Paolantoni, Vincenzo De Lucia | Elettra Lamborghini, Valeria Graci, Emanuele Filiberto di Savoia, Ema Stokholma, Claudio Lauretta, Saverio Raimondo |
| 4                                                             | 8 marzo 2022     | Supereroi                    | 1 606 000      | 8,90%   | Biagio Izzo, Francesco Paolantoni, Vincenzo De Lucia | Andrea Pucci, Nathalie Guetta, Jonathan Kashanian, Peppe Iodice, Romina Carrisi, Matranga e Minafò                  |
| 5                                                             | 15 marzo 2022    | Crime                        | 1 318 000      | 7,37%   | Biagio Izzo, Francesco Paolantoni, Vincenzo De Lucia | Ciro e Fabio dei The Jackal, Sergio Friscia, Nunzia De Girolamo, Carolina Rey, Andrea Paris                         |
| 6                                                             | 22 marzo 2022    | W l'Italia                   | 1 553 000      | 8,93%   | Biagio Izzo, Francesco Paolantoni, Vincenzo De Lucia | Elettra Lamborghini, Antonio Giuliani, Maurizio Casagrande, Valeria Graci, Fabio e Aurora dei The Jackal            |
| 7                                                             | 29 marzo 2022    | Una vita in vacanza          | 1 986 000      | 11,00%  | Biagio Izzo, Francesco Paolantoni, Vincenzo De Lucia | Andrea Pucci, Sergio Friscia, Herbert Ballerina, Marco Marzocca, Andrea Delogu, Angelica Massera, Cristiano Caccamo |
| 8                                                             | 5 aprile 2022    | Viva la natura               | 1 634 000      | 9,30%   | Biagio Izzo, Francesco Paolantoni, Vincenzo De Lucia | Paolo Conticini, Sergio Friscia, Antonio Giuliani, Andrea Dianetti, Flora Canto, Marta Filippi, Peppe Iodice        |
| Anche stasera... tutto è possibile! (Il meglio dell'edizione) | 12 aprile 2022   | –                            | 1 409 000      | 8,00%   | Ospiti più noti dell'edizione                        | Ospiti più noti dell'edizione                                                                                       |

### Ottava edizione (autunno 2022)
| Puntata | Messa in onda     | Tema           | Ascolti        | Ascolti | Ospiti fissi                                         | Ospiti |
| Puntata | Messa in onda     | Tema           | Telespettatori | Share   | Ospiti fissi                                         | Ospiti |
| ------- | ----------------- | -------------- | -------------- | ------- | ---------------------------------------------------- | --- |
| 1       | 26 settembre 2022 | Tutti a scuola | 1 300 000      | 8,10%   | Biagio Izzo, Francesco Paolantoni, Vincenzo De Lucia | Rocco Siffredi, Andrea Pucci, Nathalie Guetta, Herbert Ballerina, Valeria Graci, Giovanni Esposito, Claudia Napolitano             |
| 2       | 3 ottobre 2022    | Coast to coast | 1 325 000      | 8,20%   | Biagio Izzo, Francesco Paolantoni, Vincenzo De Lucia | Andrea Pucci, Katia Follesa, Pamela Camassa, Peppe Iodice, Jake La Furia, Marcello Sacchetta, Gino Fastidio                        |
| 3       | 10 ottobre 2022   | FantaStep      | 1 502 000      | 9,60%   | Biagio Izzo, Francesco Paolantoni, Vincenzo De Lucia | Anna Tatangelo, Ciro e Fru dei The Jackal, Katia Follesa, Fabrizio Biggio, Stefano Pantano                                         |
| 4       | 17 ottobre 2022   | Sì, viaggiare  | 1 535 000      | 9,80%   | Biagio Izzo, Francesco Paolantoni, Vincenzo De Lucia | Fabrizio Biggio, Bianca Guaccero, Marta Filippi, Antonio Giuliani, Carmine Del Grosso, Giovanni Esposito, Gino Fastidio            |
| 5       | 24 ottobre 2022   | Step-App       | 1 747 000      | 11,30%  | Biagio Izzo, Francesco Paolantoni, Vincenzo De Lucia | Andrea Pucci, Matranga e Minafò, Enzo Miccio, Carolina Rey, Nathalie Guetta                                                        |
| 6       | 31 ottobre 2022   | Halloween      | 1 655 000      | 11,80%  | Biagio Izzo, Francesco Paolantoni, Vincenzo De Lucia | Max Giusti, Giulia De Lellis, Herbert Ballerina, Flora Canto, Peppe Iodice, Giovanni Esposito, Vittoria Castagnotto, Gino Fastidio |

### Nona edizione (2023)
| Puntata                                                    | Messa in onda    | Tema            | Ascolti        | Ascolti | Ospiti fissi                                                             | Ospiti |
| Puntata                                                    | Messa in onda    | Tema            | Telespettatori | Share   | Ospiti fissi                                                             | Ospiti |
| ---------------------------------------------------------- | ---------------- | --------------- | -------------- | ------- | ------------------------------------------------------------------------ | --- |
| 1                                                          | 13 febbraio 2023 | Step in Love    | 1 393 000      | 8,35%   | Biagio Izzo, Francesco Paolantoni, Francesco Procopio, Vincenzo De Lucia | Fabio Caressa, Max Giusti, Nathalie Guetta, Cristiano Caccamo, Samira Lui                                           |
| 2                                                          | 20 febbraio 2023 | Step Carnival   | 1 434 000      | 8,79%   | Biagio Izzo, Francesco Paolantoni, Francesco Procopio, Vincenzo De Lucia | Elio, Katia Follesa, Valeria Graci, Ema Stokholma, Herbert Ballerina, Giovanni Esposito, Marco Mazzocchi            |
| 3                                                          | 27 febbraio 2023 | W la Rai        | 1 424 000      | 8,56%   | Biagio Izzo, Francesco Paolantoni, Francesco Procopio, Vincenzo De Lucia | Andrea Pucci, Peppe Iodice, Giovanni Esposito, Nathalie Guetta, Claudio Lauretta, Bianca Guaccero, Elena Santarelli |
| 4                                                          | 6 marzo 2023     | Maghi e Streghe | 1 346 000      | 8,42%   | Biagio Izzo, Francesco Paolantoni, Francesco Procopio, Vincenzo De Lucia | Max Giusti, Paolo Conticini, Matranga e Minafò, Marta Filippi, Vittoria Castagnotto                                 |
| 5                                                          | 13 marzo 2023    | Step si gira    | 1 432 000      | 9,00%   | Biagio Izzo, Francesco Paolantoni, Francesco Procopio, Vincenzo De Lucia | Martin Castrogiovanni, Valeria Graci, Angelo Pisani, Peppe Iodice, Anna Tatangelo                                   |
| 6                                                          | 20 marzo 2023    | È primavera     | 1 356 000      | 8,97%   | Biagio Izzo, Francesco Paolantoni, Francesco Procopio, Vincenzo De Lucia | Herbert Ballerina, Bianca Guaccero, Giuseppe Scoditti, Peppe Iodice, Samira Lui                                     |
| 7                                                          | 27 marzo 2023    | Step Dance      | 1 484 000      | 8,82%   | Biagio Izzo, Francesco Paolantoni, Francesco Procopio, Vincenzo De Lucia | Max Giusti, Giovanni Esposito, Herbert Ballerina, Alessio Sakara, Flora Canto, Federica Nargi, Massimo Lopez        |
| Anche Stasera tutto è possibile! (Il meglio dell'edizione) | 3 aprile 2023    | –               | 1 093 000      | 6,88%   | Ospiti più noti dell'edizione                                            | Ospiti più noti dell'edizione                                                                                       |

### Decima edizione (2024)
| Puntata | Messa in onda  | Tema               | Ascolti        | Ascolti | Ospiti fissi                                                                               | Ospiti                                                                                          |
| Puntata | Messa in onda  | Tema               | Telespettatori | Share   | Ospiti fissi                                                                               | Ospiti                                                                                          |
| ------- | -------------- | ------------------ | -------------- | ------- | ------------------------------------------------------------------------------------------ | ----------------------------------------------------------------------------------------------- |
| 1       | 1º aprile 2024 | Dieci!             | 2 002 000      | 12,74%  | Biagio Izzo, Francesco Paolantoni, Herbert Ballerina, Giovanni Esposito, Vincenzo De Lucia | Sergio Friscia, Marta Filippi, Rocío Muñoz Morales, Enzo Miccio                                 |
| 2       | 8 aprile 2024  | M'ama, non m'ama   | 1 473 000      | 8,66%   | Biagio Izzo, Francesco Paolantoni, Herbert Ballerina, Giovanni Esposito, Vincenzo De Lucia | Max Giusti, Bianca Guaccero, Mariasole Pollio, Mara Maionchi                                    |
| 3       | 15 aprile 2024 | BiblioStep         | 1 796 000      | 11,21%  | Biagio Izzo, Francesco Paolantoni, Herbert Ballerina, Giovanni Esposito, Vincenzo De Lucia | Massimo Lopez, Andrea Delogu, Lorella Boccia, Natalie Guetta                                    |
| 4       | 22 aprile 2024 | Arti e Mestieri    | 1 750 000      | 10,96%  | Biagio Izzo, Francesco Paolantoni, Herbert Ballerina, Giovanni Esposito, Vincenzo De Lucia | Leonardo Fiaschi, Flora Canto, Anna Tatangelo, Marta Filippi, Carlo Amleto                      |
| 5       | 29 aprile 2024 | Essere e Benessere | 1 924 000      | 11,83%  | Biagio Izzo, Francesco Paolantoni, Herbert Ballerina, Giovanni Esposito, Vincenzo De Lucia | Roberto Lipari, Giulia Vecchio, Jonathan Kashanian, Manuela Arcuri                              |
| 6       | 6 maggio 2024  | Step by Night      | 1 733 000      | 10,89%  | Biagio Izzo, Francesco Paolantoni, Herbert Ballerina, Giovanni Esposito, Vincenzo De Lucia | Bianca Guaccero, Claudio Lauretta, Angelo Pisani, Paola Barale                                  |
| 7       | 13 maggio 2024 | Momenti di storia  | 1 659 000      | 9,78%   | Biagio Izzo, Francesco Paolantoni, Herbert Ballerina, Giovanni Esposito, Vincenzo De Lucia | Paolo Ruffini, Peppe Iodice, Aurora Ramazzotti, Valeria Graci, Carlo Amleto, Alessandra Tripoli |
| 8       | 23 maggio 2024 | Olympic Step       | 2 050 000      | 14,32%  | Biagio Izzo, Francesco Paolantoni, Herbert Ballerina, Giovanni Esposito, Vincenzo De Lucia | Sergio Friscia, Ema Stokholma, Nathalie Guetta, Fabio Caressa                                   |

### Undicesima edizione (2025)
| Puntata | Messa in onda    | Tema              | Ascolti        | Ascolti | Ospiti fissi                                                            | Ospiti                                                                                         |
| Puntata | Messa in onda    | Tema              | Telespettatori | Share   | Ospiti fissi                                                            | Ospiti                                                                                         |
| ------- | ---------------- | ----------------- | -------------- | ------- | ----------------------------------------------------------------------- | ---------------------------------------------------------------------------------------------- |
| 1       | 28 gennaio 2025  | On the road       | 2 263 000      | 14,24%  | Biagio Izzo, Francesco Paolantoni, Herbert Ballerina, Vincenzo De Lucia | Elisabetta Canalis, Max Giusti, Brenda Lodigiani, Peppe Iodice, Carlo Amleto                   |
| 2       | 4 febbraio 2025  | Viva la musica    | 2 020 000      | 12,97%  | Biagio Izzo, Francesco Paolantoni, Herbert Ballerina, Vincenzo De Lucia | Mara Maionchi, Peppe Iodice, Giulia Vecchio, Ciro Priello, Carmen Di Pietro                    |
| 3       | 18 febbraio 2025 | FuturSTEP         | 1 885 000      | 12,50%  | Biagio Izzo, Francesco Paolantoni, Herbert Ballerina, Vincenzo De Lucia | Paolo Ruffini, Rocío Muñoz Morales, Massimo Bagnato, Nathalie Guetta, Marcello Sacchetta       |
| 4       | 25 febbraio 2025 | EcoStep           | 2 096 000      | 13,70%  | Biagio Izzo, Francesco Paolantoni, Herbert Ballerina, Vincenzo De Lucia | Giovanni Esposito, Manuela Arcuri, Brenda Lodigiani, Enzo Miccio, Flora Canto                  |
| 5       | 4 marzo 2025     | Ogni scherzo vale | 2 195 000      | 14,70%  | Biagio Izzo, Francesco Paolantoni, Herbert Ballerina, Vincenzo De Lucia | Carmen Di Pietro, Massimo Lopez, Lorella Boccia, Peppe Iodice, Amelia Villano, Paolo Conticini |
| 6       | 11 marzo 2025    | STEP Impossibile  | 2 158 000      | 13,80%  | Biagio Izzo, Francesco Paolantoni, Herbert Ballerina, Vincenzo De Lucia | Giovanni Esposito, Andrea Pucci, Nuzzo e Di Biase, Costanza Caracciolo                         |
| 7       | 18 marzo 2025    | La prima volta    | 2 338 000      | 16,00%  | Biagio Izzo, Francesco Paolantoni, Herbert Ballerina, Vincenzo De Lucia | Giovanni Esposito, Fabio Balsamo, Carlo Amleto, Bianca Guaccero, Mariasole Pollio              |
| 8       | 25 marzo 2025    | Sei un mito       | 2 402 000      | 16,40%  | Biagio Izzo, Francesco Paolantoni, Herbert Ballerina, Vincenzo De Lucia | Paolo Belli, Flora Canto, Peppe Iodice, Aurora Leone, Paolo Ruffini                            |
| 9       | 1º aprile 2025   | Mare mare         | 2 712 000      | 18,20%  | Biagio Izzo, Francesco Paolantoni, Herbert Ballerina, Vincenzo De Lucia | Bianca Guaccero, Nek, Giulia Penna, Andrea Pucci, Giovanni Esposito                            |
| 10      | 8 aprile 2025    | Festa!            | 2 725 000      | 17,60%  | Biagio Izzo, Francesco Paolantoni, Herbert Ballerina, Vincenzo De Lucia | Emma, Giovanni Esposito, Brenda Lodigiani, Fabio Balsamo, Federica Nargi                       |

## Audience
| Edizione | Rete televisiva | Anno | Stagione          | Programmazione | Programmazione | Programmazione | Programmazione | Programmazione | Programmazione | Programmazione | Collocazione | Telespettatori | Share | Première       | Première | Finale         | Finale | Il meglio      | Il meglio |
| Edizione | Rete televisiva | Anno | Stagione          | L              | M              | M              | G              | V              | S              | D              | Collocazione | Telespettatori | Share | Telespettatori | Share    | Telespettatori | Share  | Telespettatori | Share     |
| -------- | --------------- | ---- | ----------------- | -------------- | -------------- | -------------- | -------------- | -------------- | -------------- | -------------- | ------------ | -------------- | ----- | -------------- | -------- | -------------- | ------ | -------------- | --------- |
| 1ª       | Rai 2           | 2015 | estate-autunno    |                |                |                |                |                |                |                | Prima serata | 2 308 000      | 9,97% | 1 605 000      | 7,34%    | 3 036 000      | 12,64% | –              | –         |
| 2ª       | Rai 2           | 2016 | estate-autunno    | 2 102 000      | 9,09%          | 2 494 000      | 11,44%         | 1 943 000      | 8,32%          | 1 996 000      | Prima serata | 8,24%          |       |                |          |                |        |                |           |
| 3ª       | Rai 2           | 2018 | inverno           | 1 840 000      | 7,93%          | 2 079 000      | 8,70%          | 1 919 000      | 8,40%          | –              | –            |                |       |                |          |                |        |                |           |
| 4ª       | Rai 2           | 2018 | autunno           | 1 652 000      | 7,92%          | 1 440 000      | 6,61%          | 1 859 000      | 9,10%          | –              | –            |                |       |                |          |                |        |                |           |
| 5ª       | Rai 2           | 2019 | autunno           |                |                | 1 568 000      | 7,90%          | 1 310 000      | 6,79%          | 1 651 000      | 8,20%        | 1 339 000      | 6,85% |                |          |                |        |                |           |
| 6ª       | Rai 2           | 2021 | inverno-primavera |                |                | 1 875 000      | 8,68%          | 2 573 000      | 12,10%         | 1 894 000      | 8,60%        | 1 122 000      | 5,00% |                |          |                |        |                |           |
| 7ª       | Rai 2           | 2022 | inverno-primavera | 1 628 000      | 8,85%          | 1 729 000      | 8,80%          | 1 634 000      | 9,30%          | 1 409 000      | 8,00%        |                |       |                |          |                |        |                |           |
| 8ª       | Rai 2           | 2022 | autunno           |                |                | 1 510 000      | 9,80%          | 1 300 000      | 8,10%          | 1 655 000      | 11,80%       | –              | –     |                |          |                |        |                |           |
| 9ª       | Rai 2           | 2023 | inverno-primavera | 1 410 000      | 8,70%          | 1 393 000      | 8,35%          | 1 484 000      | 8,82%          | 1 093 000      | 6,90%        |                |       |                |          |                |        |                |           |
| 10ª      | Rai 2           | 2024 | primavera         |                | 1 798 000      | 11,30%         | 2 002 000      | 12,74%         | 2 050 000      | 14,32%         | –            | –              |       |                |          |                |        |                |           |
| 11ª      | Rai 2           | 2025 | inverno-primavera |                |                |                | 2 279 000      | 15,01%         | 2 263 000      | 14,24%         | 2 725 000    | 17,60%         |       |                |          |                |        |                |           |

## Il format nel mondo
| Paese                      | Titolo                       |
| -------------------------- | ---------------------------- |
| Francia (format originale) | Vendredi, tout est permis... |
| Germania                   | Jetzt wird's schräg          |
| Portogallo                 | Vale tudo                    |
| Italia                     | Stasera tutto è possibile    |
| Indonesia                  | Slide show                   |
| Paesi Bassi                | Alles mag op vrijdag         |
| Slovenia                   | Vse je mogoče                |
| Spagna                     | Me resbala                   |
| Australia                  | SlideShow                    |
| Danimarca                  | Rundt på gulvet              |
| Canada (francese)          | Ce soir tout est permis      |
| Messico                    | Me caigo de risa             |
| Cina                       | 我化到                       |
| Uruguay                    | Me resbala                   |
| Colombia                   | Me caigo de la risa          |